# (19958) 1985 RN4
(19958) 1985 RN4 est un astéroïde de la ceinture principale aréocroiseur découvert en 1985.

## Description
(19958) 1985 RN4 a été découvert le 11 septembre 1985 à l'observatoire de La Silla, au Chili, par Henri Debehogne.

### Caractéristiques orbitales
L'orbite de cet astéroïde est caractérisée par un demi-grand axe de 2,38 UA, un périhélie de 1,64 UA, une excentricité de 0,31 et une inclinaison de 2,39° par rapport à l'écliptique. Du fait de ces caractéristiques, à savoir un demi-grand axe inférieur à 3,2 UA et un périhélie compris entre 1,3 et 1,666 UA, il croise l'orbite de Mars et est classé, selon la JPL Small-Body Database, comme astéroïde aréocroiseur (aréo venant de Arès).

### Caractéristiques physiques
(19958) 1985 RN4 a une magnitude absolue (H) de 16,0 et un albédo estimé à 0,754.